# WTA New Jersey 1972
Il WTA New Jersey 1972 è stato un torneo di tennis giocato sul cemento. È stata la 1ª edizione del torneo, che fa parte dei Tornei di tennis femminili indipendenti nel 1972. Si è giocato ad Orange negli USA dal 21 al 27 agosto 1972.

## Campionesse

### Singolare
Ol'ga Morozova ha battuto in finale  Marina Krošina con il punteggio di 6–2, 6–7, 7–5

### Doppio
Marina Krošina /  Ol'ga Morozova' hanno battuto in finale  Carole Caldwell /  Patti Hogan con il punteggio di 6–7, 6–2, 6–2